# Thierry Tchernine
Thierry Tchernine (París, 14 de mayo de 1944 - Yzeure, 22 de febrero de 2010) fue un piloto de motociclismo francés, que compitió en el Campeonato del Mundo de Motociclismo entre 1969 hasta 1976 en las categorías de 125, 250 y 500cc.

## Biografía
Tcherine nació en la rue Lauriston de la capital francesa. A los 18 años, conoce a Guy Bertrand, que le haría entrar en el mundo de la competición motociclística y en 1966, realiza su primera carrera en Montlhéry con una 125 Morini, donde terminó segundo.
En 1969, da el salto al panorama internacional. Con una Maico participa en carreras de montaña y, a finales de año, puede participar en el Bol d'Or junto a con Jean Fougeray, donde acaban 17.º. Aparte de eso, debuta en el  Campeonato del Mundo de Motociclismo en el Gran Premio de Francia de 125cc. Un año después, Thierry ficha por Yamaha. Pero los resultados no están a la altura. Por otro lado, Robert Leconte, el importador de la marca Vélocette, le propone a Thierry convertirse en piloto oficial para el Nacional Francia.
A partir de 1971, empiezan a llegar los resultados. Con una Maico y una Yamaha se proclama subcampeón del Campeonato francés por detrás de Jean Auréal en 125 y Christian Bourgeois en 250. Ya el año siguiente, se proclama campeón nacional de 125 en Yamaha. Y en 1973, consigue uno de sus mejores éxitosː la Bol d'Or en Japauto junto a Gerard Debrock que ya había ganado el evento en 1972.
En 1973, Thierry se integra en el Campeonato del Mundo de Motociclismo donde prueba en diferentes cilindradas, y hará el único podio de su vida en el Gran Premio de Francia de 125cc, que acabó en cuarto lugar. En los siguientes años, son destacables el título del Campeonato francés de F2 250cc de 1974, el cuarto lugar tanto en los 1000 km de Le Mans y el cuarto de Million Trophy.
En 1975, se casa con Christine y precisamente por ello decide terminar su carrera en el  Gran Premio de Francia de 1976.
Tchernine fallece el 22 de febrero de 2010 a la edad de 65 años.

## Resultados en el Campeonato del Mundo de Motociclismo
Sistema de puntuación desde 1969 hasta 1987:
| Posición | 1.º | 2.º | 3.º | 4.º | 5.º | 6.º | 7.º | 8.º | 9.º | 10.º |
| Puntos   | 15  | 12  | 10  | 8   | 6   | 5   | 4   | 3   | 2   | 1    |

### Carreras por año
(Carreras en negrita indica pole position, carreras en cursiva indica vuelta rápida)
| Año  | Cat.  | Equipo    | 1       | 2       | 3       | 4       | 5      | 6      | 7       | 8       | 9      | 10      | 11      | 12      | 13    | Pts. | Pos. |
| ---- | ----- | --------- | ------- | ------- | ------- | ------- | ------ | ------ | ------- | ------- | ------ | ------- | ------- | ------- | ----- | ---- | ---- |
| 1969 | 125cc | Maico     | ESP -   | GER -   | FRA 14  | IOM -   | NED -  | BEL -  | DDR -   | CZE -   | FIN -  |         | NAT -   | YUG -   |       | 0    | -    |
| 1969 | 500cc | Velocette | ESP -   | GER -   | FRA 14  | IOM -   | NED -  | BEL -  | DDR -   | CZE -   | FIN -  | ULS -   | NAT -   | YUG -   |       | 0    | -    |
| 1970 | 125cc | Maico     | GER -   | FRA Ret | YUG -   | IOM -   | NED -  | BEL -  | DDR -   | CZE -   | FIN -  | ULS -   | NAT -   | ESP -   |       | 0    | -    |
| 1970 | 500cc | Velocette | GER -   | FRA Ret | YUG -   | IOM -   | NED -  | BEL -  | DDR -   | CZE -   | FIN -  | ULS -   | NAT -   | ESP -   |       | 0    | -    |
| 1972 | 125cc | Yamaha    | GER 5   | FRA 5   | AUT -   | NAT -   | IOM -  | YUG -  | NED -   | BEL 9   | DDR -  | CZE -   | SWE -   | FIN -   | ESP - | 8    | 21.º |
| 1972 | 500cc | Yamaha    | GER -   | FRA Ret | AUT -   | NAT -   | IOM -  | YUG -  | NED -   | BEL -   | DDR -  | CZE -   | SWE -   | FIN -   | ESP - | 0    | -    |
| 1973 | 125cc | Yamaha    | FRA 3   | AUT -   | GER -   | NAT -   | IOM -  | YUG -  | NED Ret | BEL 6   | CZE 9  | SWE 13  | FIN Ret | ESP -   |       | 17   | 12.º |
| 1973 | 250cc | Yamaha    | FRA 18  | AUT -   | GER -   |         | IOM -  | YUG -  | NED -   | BEL 10  | CZE -  | SWE -   | FIN -   | ESP -   |       | 1    | 46.º |
| 1973 | 350cc | Yamaha    | FRA -   | AUT -   | GER -   | NAT -   | IOM -  | YUG -  | NED -   |         | CZE 11 | SWE Ret | FIN -   | ESP -   |       | 0    | -    |
| 1974 | 125cc | Yamaha    | FRA 4   | GER -   | AUT 7   | NAT DNS |        | NED 8  | BEL 12  | SWE -   |        | CZE 7   | YUG 5   | ESP -   |       | 25   | 6.º  |
| 1974 | 250cc | Yamaha    |         | GER -   |         | NAT Ret | IOM -  | NED 14 | BEL Ret | SWE -   | FIN -  | CZE 9   | YUG 9   | ESP -   |       | 4    | 34.º |
| 1974 | 350cc | Yamaha    | FRA 13  | GER -   | AUT 15  | NAT -   |        | NED -  |         | SWE -   | FIN -  |         | YUG 15  | ESP -   |       | 0    | -    |
| 1975 | 125cc | Yamaha    | FRA Ret | ESP -   | AUT Ret | GER 13  | NAT 11 |        | NED Ret | BEL Ret | SWE -  |         | CZE -   | YUG 9   |       | 2    | 30.º |
| 1975 | 250cc | Yamaha    | FRA DNQ | ESP -   |         | GER -   | NAT -  | IOM -  | NED -   | BEL -   | SWE-   | FIN -   | CZE -   | YUG -   |       | 0    | -    |
| 1975 | 350cc | -         | FRA -   | ESP -   | AUT -   | GER Ret | NAT -  | IOM -  | NED -   | BEL -   | SWE-   | FIN -   | CZE -   | YUG Ret |       | 0    | -    |
| 1975 | 500cc | Yamaha    | FRA -   |         | AUT 10  | GER -   | NAT 8  | IOM -  | NED -   | BEL 9   | SWE-   | FIN -   | CZE -   |         |       | 6    | 24.º |
| 1976 | 125cc | Yamaha    | FRA Ret | AUT -   | NAT -   |         | IOM -  | NED -  | BEL -   | SWE -   | FIN -  | CZE -   | GER -   |         |       | 0    | -    |
| 1976 | 500cc | Yamaha    | FRA Ret | AUT -   | NAT -   | YUG -   | IOM -  | NED -  | BEL -   | SWE -   | FIN -  | CZE -   | GER -   |         |       | 0    | -    |